# Primulina wentsaii
Primulina wentsaii là một loài thực vật có hoa trong họ Tai voi (Gesneriaceae). Loài này có ở Quảng Tây (Trung Quốc); được D.Fang & L.Zeng mô tả khoa học đầu tiên năm 1993 dưới danh pháp Chirita wentsaii. Năm 2011, Yin Z.Wang chuyển nó sang chi Primulina.